# Athletico Paranaense
A Clube Athletico Paranaense, Curitibában alapított brazil labdarúgócsapat. A Paranaense bajnokságban és a Série A-ban érdekelt együttes, 2001-ben megnyerte a nemzeti bajnokságot és 24 alkalommal volt Paraná állam legerősebb csapata.

## Sikerlista

### Hazai
- 1-szeres bajnok: 2001
- 1-szeres másodosztályú bajnok: 1995

### Állami
- 24-szeres Paranaense bajnok: 1925, 1929, 1930, 1934, 1936, 1940, 1943, 1945, 1949, 1958, 1970, 1982, 1983, 1985, 1988, 1990, 1998, 2000, 2001, 2002, 2005, 2009, 2016, 2018

## Játékoskeret
2014. október 12-től
| #  |     | Poszt | Név              |
| -- | --- | ----- | ---------------- |
| 1  | BRA | K     | Santos           |
| 2  | BRA | V     | Sueliton         |
| 3  | BRA | V     | Gustavo          |
| 4  | BRA | V     | Cleberson        |
| 5  | BRA | KP    | Deivid           |
| 6  | BRA | V     | Natanael         |
| 7  | BRA | CS    | Marcelo          |
| 8  | BRA | KP    | João Paulo       |
| 9  | SRB | CS    | Cléo             |
| 10 | BRA | KP    | Marcos Guilherme |
| 11 | BRA | CS    | Dellatorre       |
| 12 | BRA | K     | Wéverton         |
| 13 | BRA | V     | Rafael Zuchi     |
| 14 | BRA | V     | Ricardo Silva    |
| 16 | BRA | V     | Sidcley          |
| 17 | BRA | KP    | Paulinho Dias    |
| 19 | URU | V     | Lucas Olaza      |

| #  |     | Poszt | Név                                    |
| -- | --- | ----- | -------------------------------------- |
| 20 | BRA | KP    | Otávio                                 |
| 21 | BRA | KP    | Nathan                                 |
| 22 | BRA | K     | Rodolfo                                |
| 23 | BRA | KP    | Hernani                                |
| 25 | BRA | CS    | Mosquito                               |
| 27 | BRA | KP    | Bady                                   |
| 29 | BRA | KP    | Zé Paulo (kölcsönben a Corinthianstól) |
| 30 | BRA | KP    | Carlos Alberto                         |
| 32 | BRA | CS    | Douglas Coutinho                       |
| 36 | BRA | V     | Willian Rocha                          |
| 41 | BRA | V     | Lucas Alves                            |
| 55 | BRA | V     | Draúsio                                |
| 71 | BRA | V     | Léo Pereira                            |
| 92 | BRA | V     | Mario Sérgio                           |
| 99 | BRA | CS    | Marco Damasceno                        |
|    | BRA | CS    | Pedro Paulo (kölcsönben a Cruzeirótól) |

### Tartalékok
| # |     | Poszt | Név         |
| - | --- | ----- | ----------- |
|   | BRA | K     | Renan Rocha |
|   | BRA | K     | Hugo        |
|   | BRA | K     | Alexandre   |
|   | BRA | V     | Tárik       |

| # |     | Poszt | Név            |
| - | --- | ----- | -------------- |
|   | BRA | KP    | Jonatan Lucca  |
|   | BRA | KP    | Maycon Canário |
|   | BRA | KP    | Willyan Sotto  |

### Kölcsönben
| # |     | Poszt | Név                                               |
| - | --- | ----- | ------------------------------------------------- |
| — | BRA | K     | João Carlos kölcsönben a Fortalezánál)            |
| — | BRA | V     | Bruno Costa kölcsönben a Joinville-nél)           |
| — | BRA | V     | Pedro Botelho kölcsönben az Atlético Mineirónál)  |
| — | BRA | V     | Renato Chaves kölcsönben a Náuticónál)            |
| — | BRA | V     | Héracles kölcsönben az Avaínál)                   |
| — | BRA | V     | Erwin Spitzner (kölcsönben a Kerala Blasters-nél) |
| — | BRA | KP    | Bruno Pelissari (kölcsönben a Club Chennai-nál)   |
| — | BRA | KP    | Harrison kölcsönben a Joinville-nél)              |

| # |     | Poszt | Név                                                     |
| - | --- | ----- | ------------------------------------------------------- |
| — | BRA | KP    | Guilherme Batata (kölcsönben a NorthEast United FC-nél) |
| — | BRA | KP    | Gustavo Marmentini (kölcsönben a Delhi Dynamos FC-nél)  |
| — | BRA | CS    | Bruno Furlan kölcsönben a Náuticónál)                   |
| — | BRA | CS    | Bruno Mendes kölcsönben az Avaínál)                     |
| — | BRA | CS    | Edigar Junio kölcsönben a Joinville-nél)                |
| — | BRA | CS    | Fernandão kölcsönben a Bursaspornál)                    |
| — | BRA | CS    | Pedro Gusmão (kölcsönben a Kerala Blasters-nél)         |

## Stadion
Az Estádio Joaquim Américo Guimarães, vagy Arena da Baixada 1999 óta a csapat otthona. A 2014-es világbajnokságon itt rendezték az Irán-Nigéria, Honduras-Ecuador, Ausztrália-Spanyolország és az Algéria-Oroszország mérkőzéseket.

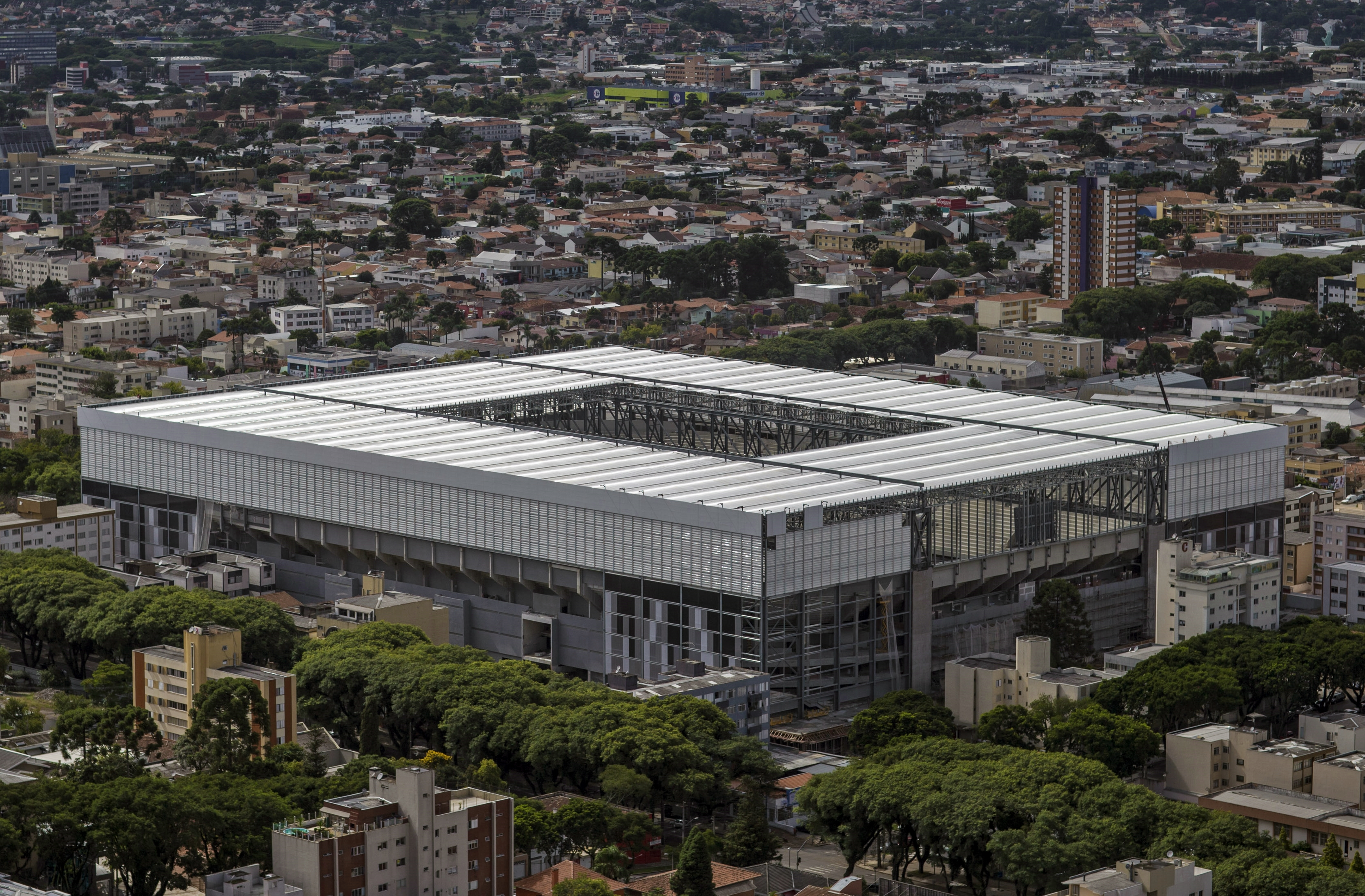
Estádio Joaquim Américo Guimarães